# Hallescher FC

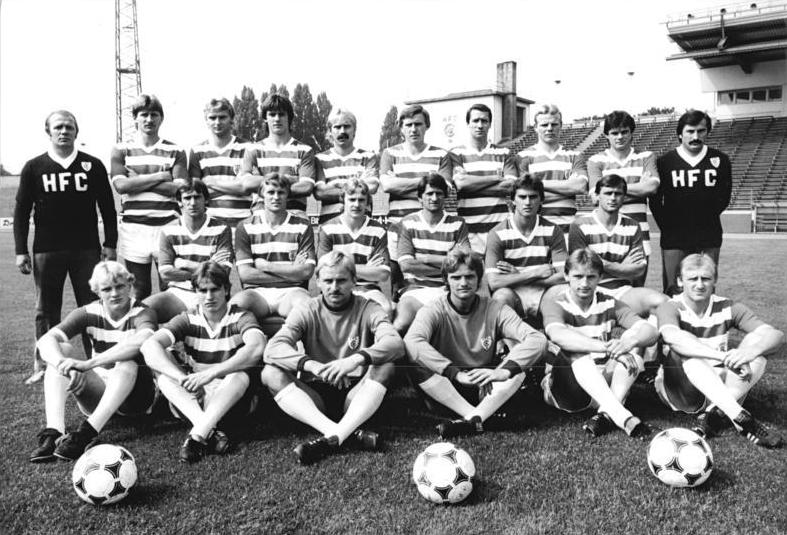
Team van 1983-1984

Hallescher FC is een Duitse voetbalclub uit Halle, Saksen-Anhalt. De club is de officieuze opvolger van Hallescher FC Wacker 1900 en speelde tot 1991 voor het grootste deel in de hoogste klasse.

## Geschiedenis

### DDR-Tijd
Nadat alle Duitse clubs ontbonden werden in 1945 werd in 1946 een nieuwe club opgericht in Halle, SG Glaucha die in 1948 zijn naam veranderde in SG Freiimfelde Halle. Deze club bereikte de finale om de Oost-Duitse titel en verloor deze van SG Planitz. In 1949 werd de naam gewijzigd in ZSG Union Halle, deze club werd landskampioen na een 4:1 overwinning op Fortuna Erfurt. In 1950 werd opnieuw van naam veranderd (in deze tijd was dat heel gebruikelijk in Oost-Duitsland) en de naam werd BSG Turbine Halle. Inmiddels was er een heuse competitie op touw gezet, de DDR-Oberliga en na twee middenmootplaatsen werd de club voor het eerst kampioen in  1952. Turbine kon het succes niet doortrekken en kon het volgende seizoen de degradatie maar net vermijden. Het team viel uit elkaar en vele spelers vluchtten naar de Bondsrepubliek. Desondanks herstelde het team zich en werd achtste in het volgende seizoen.
Op 1 september 1954 werd SC Chemie Halle-Leuna opgericht. De voetbalafdeling van BSG Turbine moest omwisselen naar de nieuwe club. De spelers wilden Turbine echter niet verlaten, maar omdat ze wel in de hoogste klasse wilden blijven voetballen gaven ze uiteindelijk toe. Op de eerste speeldag speelden ze nog onder de naam Turbine Halle, maar daarna werd deze gewijzigd in SC Chemie Halle-Leuna.
Het tweede elftal van BSG Turbine werd in oktober, toen het seizoen al bezig was, als dertiende team toegevoegd aan de Bezirksliga Halle, de vierde klasse. Deze club speelt nog steeds onder de naam Turbine Halle in de Duitse lagere klassen en maakt net als Hallescher FC aanspraak op het verleden van Wacker en de landstitels van Union en BSG Turbine.
Chemie Halle-Leuna werd voorlaatste in de competitie en degradeerde naar de tweede klasse. In 1956 won de tweedeklasser de Beker van Oost-Duitsland in de finale tegen Vorwärts Berlin. De club promoveerde dat seizoen terug naar de DDR-Oberliga en veranderde na één seizoen de naam in SC Chemie Halle en degradeerde na twee jaar terug. Na één seizoen afwezigheid keerde de club terug bij de elite. In de beker was de club opnieuw succesvol met een verloren halve finale tegen Empor Rostock. In 1962 volgde zelfs een tweede zege, tegen Dynamo Berlin. Hierdoor plaatste de club zich voor het eerst voor Europees voetbal in de Europacup II, maar verloor in de voorronde van OFK Belgrado. Na vier seizoenen in de Oberliga degradeerde de club weer, enkel in 1963 eindigde de club op een respectabele zesde plaats. Dat seizoen bereikte Halle ook opnieuw de halve finale van de beker, die verloren werd van Motor Zwickau.
Na één jaar afwezigheid begon de club aan zijn succesvolste periode in de hoogste divisie. De naam werd in 1966 gewijzigd in FC Chemie Halle. Na een aantal middenmootplaatsen werd de club derde in 1971 achter Dynamo Dresden en Carl Zeiss Jena. Hierdoor plaatste de club zich voor de eerste editie van de UEFA Cup. FC Chemie werd geloot tegen PSV Eindhoven en speelde gelijk. De terugwedstrijd werd niet gespeeld, omdat er voor de wedstrijd in Eindhoven een brand uitbrak in Hotel 't Silveren Seepaerd, waarbij speler Wolfgang Hoffmann van Chemie Halle om het leven kwam. Na nog een zesde plaats het volgende seizoen, degradeerde de club opnieuw in 1973. Ook nu kon zij na één jaar terugkeren en speelde nu tien jaar lang in de hoogste klasse en eindigde meestal in de betere middenmoot, tot een nieuwe degradatie volgde in 1984.
Dit keer bleef de terugkeer iets langer uit: na twee vicetitels promoveerde de club terug in 1987 en eindigde meteen vijfde. Na twee middenmootplaatsen eindigde Halle op de vierde plaats in 1991.

### Hallescher FC
Door de Duitse hereniging was dit het laatste seizoen van de Oost-Duitse competitie. Omdat de Oost-Duitse clubs zwakker waren,  moest de club, die inmiddels de naam Hallescher FC aangenomen had, starten in de 2. Bundesliga. Door de goede plaats in de competitie mocht de tweedeklasser wel nog Europees spelen in de UEFA Cup, waarin ze meteen door Torpedo Moskou uitgeschakeld werd.
Na één seizoen degradeerde Halle naar de Oberliga. In 1994 werd de Regionalliga ingevoerd als derde klasse, waar de club zich niet voor plaatste en zo dus in de vierde klasse belandde. In 1995 bereikte de club zelfs een dieptepunt door naar de Verbandsliga te degraderen. Daar speelde de club tot 2000 met één seizoen daartussen terug in de Oberliga. Vanaf 2000 speelde de club acht jaar lang in de Oberliga. In 2008 werd de club kampioen en won ook de beker van Saksen-Anhalt tegen 1. FC Magdeburg, hierdoor plaatste men zich voor de eerste ronde van de DFB-Pokal, waarin met 0:5 verloren werd van Bundesligaclub Hannover 96. Door de titel promoveerde HFC naar de Regionalliga Nord, maar door de invoering van de 3. Liga werd deze nu de vierde klasse, waardoor de club in principe nog steeds op hetzelfde niveau speelde als het jaar voorheen.
De club begon uitstekend in de Regionalliga en verloor pas voor de eerste keer op de 27ste speeldag. Pas op de laatste speeldag verloor de club de titel aan Holstein Kiel en miste dus de promotie naar de 3. Liga. Ook in 2010 deed de club lang mee voor de titel, maar belandde uiteindelijk in de subtop. De club werd in het seizoen 2011/2012 kampioen van de Regionalliga Nord en promoveerde daardoor naar het derde niveau.

## Erelijst
- Oost-Duits landskampioen

1949, 1952
- Kampioen DDR-Liga

1959, 1965, 1974, 1987
- FDGB-Pokal

1956, 1962
- Kampioen Regionalliga Nord

2012
- Kampioen Oberliga Nordost (Süd)

2018
- Kampioen Verbandsliga Saksen-Anhalt

1997, 2000
- Saksen-Anhalt Pokal

1994, 2002, 2008, 2010, 2011, 2012, 2015, 2016, 2019

## Overzichtslijsten
Tot 1991 speelde de club in de Oost-Duitse competitie 
| Niveau | Aantal | Periode (1965-2025)                        |
| ------ | ------ | ------------------------------------------ |
| I      | 22     | 1965-1973, 1974-1984, 1987-1991            |
| II     | 5      | 1973-1974, 1984-1987, 1991-1992            |
| III    | 14     | 1992-1994, 2012-2024                       |
| IV     | 15     | 1994-1995, 1997-1998, 2000-2012, 2024-.... |
| V      | 4      | 1995-1997, 1998-2000                       |

### Eindklasseringen vanaf 1964 (grafiek)
- 1964 13e
DDR-Oberliga
- 1965 1e
DDR-Liga
- 1966 11e
DDR-Oberliga
- 1967 11e
DDR-Oberliga
- 1968 10e
DDR-Oberliga
- 1969 11e
DDR-Oberliga
- 1970 10e
DDR-Oberliga
- 1971 3e
DDR-Oberliga
- 1972 6e
DDR-Oberliga
- 1973 14e
DDR-Oberliga
- 1974 1e
DDR-Liga
- 1975 11e
DDR-Oberliga
- 1976 8e
DDR-Oberliga
- 1977 7e
DDR-Oberliga
- 1978 6e
DDR-Oberliga
- 1979 6e
DDR-Oberliga
- 1980 7e
DDR-Oberliga
- 1981 8e
DDR-Liga
- 1982 11e
DDR-Oberliga
- 1983 11e
DDR-Oberliga
- 1984 14e
DDR-Oberliga
- 1985 2e
DDR-Liga
- 1986 2e
DDR-Liga
- 1987 1e
DDR-Liga
- 1988 5e
DDR-Oberliga
- 1989 9e
DDR-Oberliga
- 1990 9e
DDR-Oberliga
- 1991 4e
DDR-Oberliga
- 1992 11e
2. Bundesliga
- 1993 2e
Oberliga
- 1994 9e
Oberliga
- 1995 16e
Oberliga
- 1996 7e
Verbandsliga
- 1997 1e
Verbandsliga
- 1998 13e
Oberliga
- 1999 2e
Verbandsliga
- 2000 1e
Verbandsliga
- 2001 10e
Oberliga
- 2002 7e
Oberliga
- 2003 5e
Oberliga
- 2004 4e
Oberliga
- 2005 4e
Oberliga
- 2006 4e
Oberliga
- 2007 7e
Oberliga
- 2008 1e
Oberliga
- 2009 2e
Regionalliga
- 2010 4e
Regionalliga
- 2011 5e
Regionalliga
- 2012 1e
Regionalliga
- 2013 10e
3. Liga
- 2014 9e
3. Liga
- 2015 10e
3. Liga
- 2016 13e
3. Liga
- 2017 13e
3. Liga
- 2018 13e
3. Liga
- 2019 4e
3. Liga
- 2020 15e
3. Liga
- 2021 9e
3. Liga
- 2022 14e
3. Liga
- 2023 16e
3. Liga
- 2024 17e
3. Liga
- 2025 2e
Regionalliga

- Niveau 1 (DDR)
- Niveau 2 (DDR)
- Niveau 2
- Niveau 3
- Niveau 4
- Niveau 5

| Legenda niveautijdlijn | Legenda niveautijdlijn      | Legenda niveautijdlijn      | Legenda niveautijdlijn      | Legenda niveautijdlijn    | Legenda niveautijdlijn |
| Liga                   | Seizoen 1963/64 t/m 1973/74 | Seizoen 1974/75 t/m 1993/94 | Seizoen 1994/95 t/m 2007/08 | Seizoen 2008/09 tot heden | Opmerking              |
| ---------------------- | --------------------------- | --------------------------- | --------------------------- | ------------------------- | ---------------------- |
| Bundesliga             | Niveau I                    | Niveau I                    | Niveau I                    | Niveau I                  |                        |
| 2. Bundesliga          | --                          | Niveau II                   | Niveau II                   | Niveau II                 |                        |
| 3. Liga                | --                          | --                          | --                          | Niveau III                |                        |
| Regionalliga           | Niveau II                   | --                          | Niveau III                  | Niveau IV                 |                        |
| Oberliga               | --                          | Niveau III *                | Niveau IV                   | Niveau V                  | * vanaf 1978/79        |

## Europese wedstrijden
#R = #ronde, T/U = Thuis/Uit, W = Wedstrijd, PUC = punten UEFA coëfficiënten .
Uitslagen vanuit gezichtspunt Halle

### Chemie Halle
| Seizoen | Competitie   | Ronde | Land                 | Club          | Totaalscore | 1e W    | 2e W    | PUC |
| ------- | ------------ | ----- | -------------------- | ------------- | ----------- | ------- | ------- | --- |
| 1962/63 | Europacup II | VR    | Vlag van Joegoslavië | OFK Beograd   | 3-5         | 0-2 (U) | 3-3 (T) | 1.0 |
| 1971/72 | UEFA Cup     | 1R    | Vlag van Nederland   | PSV Eindhoven | 0-0         | 0-0 (T) | forfait | 0.0 |

### Hallescher FC
| Seizoen | Competitie | Ronde | Land                 | Club           | Totaalscore | 1e W    | 2e W    | PUC |
| ------- | ---------- | ----- | -------------------- | -------------- | ----------- | ------- | ------- | --- |
| 1991/92 | UEFA Cup   | 1R    | Vlag van Sovjet-Unie | Torpedo Moskou | 2-4         | 2-1 (T) | 0-3 (U) | 2.0 |

Totaal aantal punten voor UEFA coëfficiënten: 3.0
Zie ook
- Deelnemers UEFA-toernooien Oost-Duitsland
- Ranglijst van alle clubs die in de diverse Europa Cups zijn uitgekomen

## Bekende (oud-)spelers

### Internationals
De navolgende voetballers kwamen als speler van Sport Club Chemie en/of Hallescher FC uit voor een Europees vertegenwoordigend A-elftal. Tot op heden is Bernd Bransch degene met de meeste interlands achter zijn naam. Hij kwam als speler van Hallescher FC in totaal 56 keer uit voor het Oost-Duitse nationale elftal.
| Naam             | Van        | Tot        | Totaal | Nationaal elftal               |
| ---------------- | ---------- | ---------- | ------ | ------------------------------ |
| Jens Adler       | 12.09.1990 | 12.09.1990 | 1      | Duitse Democratische Republiek |
| Bernd Bransch    | 17.05.1967 | 31.07.1976 | 56     | Duitse Democratische Republiek |
| Timo Furuholm    | 15.10.2013 | 15.10.2013 | 1      | Finland                        |
| Günther Imhof    | 21.09.1952 | 26.10.1952 | 2      | Duitse Democratische Republiek |
| Erich Haase      | 14.06.1953 | 14.06.1953 | 1      | Duitse Democratische Republiek |
| Erhard Mosert    | 19.12.1969 | 19.12.1969 | 1      | Duitse Democratische Republiek |
| Frank Pastor     | 24.08.1983 | 24.08.1983 | 1      | Duitse Democratische Republiek |
| Werner Peter     | 08.03.1978 | 28.03.1979 | 9      | Duitse Democratische Republiek |
| Helmut Stein     | 09.12.1962 | 16.12.1962 | 2      | Duitse Democratische Republiek |
| Dieter Strozniak | 07.05.1980 | 26.01.1982 | 6      | Duitse Democratische Republiek |
| Klaus Urbanczyk  | 10.12.1961 | 19.12.1969 | 34     | Duitse Democratische Republiek |
| Horst Walter     | 16.05.1962 | 16.05.1962 | 1      | Duitse Democratische Republiek |
| Dariusz Wosz     | 22.03.1989 | 12.09.1990 | 7      | Duitse Democratische Republiek |